# سندی ترنبول
سندی ترنبول (انگلیسی: Sandy Turnbull؛ ۳۰ ژوئیهٔ ۱۸۸۴ – ۳ مهٔ ۱۹۱۷) یک بازیکن فوتبال اهل اسکاتلند بود.